# Duvier Díaz Balanta
Duvier Díaz (Cauca, Colombia; 21 de agosto de 1994) es un futbolista colombiano que juega como defensa central.

## Clubes
| Club          | País     | Año         |
| ------------- | -------- | ----------- |
| Depor FC      | Colombia | 2013        |
| Orizaba       | México   | 2014        |
| Club Irapuato | México   | 2015 - 2018 |
| Celaya        | México   | 2019 - 2021 |
| Boyacá Chicó  | Colombia | 2021 - 2023 |